# American Life (nummer)
American Life is een nummer van de Amerikaanse zangeres Madonna uit 2003. Het is de eerste single van haar negende studioalbum American Life.
In "American Life" bezingt Madonna haar kijk op religie en de politiek. Ze zet vraagtekens bij de oppervlakkigheid van het moderne leven en bij de Amerikaanse droom tijdens het presidentschap van George W. Bush. Aan het eind van het nummer rapt Madonna, wat haar op nogal wat kritiek van muziekcritici kwam te staan. Ook de eerste videoclip van het nummer was niet geheel onomstreden. De videoclip speelt zich namelijk af op een militair-georiënteerde modeshow, waarin Madonna een handgranaat naar Bush gooit. Nadat de Irakoorlog begon, maakte Madonna een alternatieve versie van de videoclip waarin ze danst voor allerlei vlaggen van verschillende landen over de hele wereld.
Het nummer werd een hit in de westerse wereld. In de Amerikaanse Billboard Hot 100 haalde het een bescheiden 37e positie. In de Nederlandse Top 40 haalde het de 13e positie, en in de Vlaamse Ultratop 50 de 10e.